# Resolución 537 del Consejo de Seguridad de las Naciones Unidas
La resolución 537 del Consejo de Seguridad de las Naciones Unidas, adoptada por unanimidad el 22 de septiembre de 1983, después de examinar la solicitud de San Cristóbal y Nieves para la membresía en las Naciones Unidas, el Consejo recomendó a la Asamblea General que San Cristóbal y Nieves fuese admitida.